# 諾蓋區 (達吉斯坦共和國)
44°10′N 45°52′E / 44.167°N 45.867°E
諾蓋區（俄语：Ногайский район），是俄羅斯的一個區，位於該國西南部，由達吉斯坦共和國負責管轄，面積9,000平方公里，2010年人口22,472，人口密度每平方公里2.5人。